# Pro-Pain
A Pro-Pain egy amerikai együttes, amely több műfajban is játszik. 1992-ben alakultak New Yorkban. Tagok: Gary Meskil (Crumbsuckers), Adam Phillips, Marshall Stephens és Jonas Sanders. Hardcore punk zenekarként kezdték karrierjüket, a Life of Agony és The Spudmonsters zenekarok tagjai alkották a Pro-Paint. Pályafutásuk alatt azonban áttértek metallal kevert hardcore hangzásra.

## Diszkográfia
Stúdióalbumok
- Foul Taste of Freedom (1992)
- The Truth Hurts (1994)
- Contents Under Pressure (1996)
- Pro-Pain (1998)
- Act of Pain (1999)
- Round 6 (2000)
- Shreds of Dignity (2002)
- Fistful of Hate (2004)
- Prophets of Doom (2005)
- Age of Tyranny - The Tenth Crusade (2007)
- No End in Sight (2008)
- Absolute Power (2010)
- Straight to the Dome (2012)
- The Final Revolution (2013)
- Voice of Rebellion (2015)